# ノーラン・ノース
ノーラン･ノース（Nolan North、1970年10月31日 -）は、アメリカ合衆国 の男性声優、俳優。コネチカット州ニュー･ヘイブン出身。主にテレビゲーム作品の声を担当することが多い。妻は女優のジル・マレー。妻との間に子供が2人いる。

## 出演

### テレビドラマ
1997年
- ジェネラル・ホスピタル（クリス）

2003年
- シックス・フィート・アンダー（ソープオペラの俳優）

2004年
- シースパイズ（ピーター）
- 犯罪捜査官ネイビーファイル（ERのインターン）

2006年
- NCIS 〜ネイビー犯罪捜査班（ルー・ジオッティ巡査）
- マルコム in the Middle（レナード・ニモイの声）

2007年
- アグリー・ベティ（ニュースアンカー）
- CSI:マイアミ（ケン・ウォーカー）

2010年
- プリティ・リトル・ライアーズ（ピーター・ヘイスティングス）

### テレビアニメ
2006年
- ビリー&マンディ（プレイヤー13）
- ベン10（手下）

2007年
- ビリー&マンディ（ケルベロス3）

2008年
- ウルヴァリン・アンド・ジ・X-メン（サイクロップス）

2010年
- アベンジャーズ 地球最強のヒーロー（パイルドライバー）
- スター・ウォーズ/クローン・ウォーズ（エル＝レス）
- ヤング・ジャスティス（スーパーボーイ、クラーク・ケント / スーパーマン）

2011年
- ジェネレーター・レックス（ブランドン博士）
- Scooby-Doo! Mystery（テレビレポーター）

2012年
- 超ロボット生命体 トランスフォーマー プライム（スモークスクリーン）

2013年
- アルティメット・スパイダーマン（ジョン・ジェイムソン / マン・ウルフ）

### 劇場アニメ
2007年
- TMNT（ラファエロ）

### OVA
2006年
- アルティメット・アベンジャーズ（アントマン / ハンク・ピム）
- アルティメット・アベンジャーズ2: ブラック・パンサー ライジング（アントマン / ハンク・ピム）

2008年
- Unstable Fables: Tortoise vs. Hare（レポーター1）

2009年
- ハルク VS. ウルヴァリン（デッドプール）
- Justice League: Crisis on Two Earths（グリーンランタン）

### ゲーム
1997年
- ゴールデンアイ 007（敵兵士、他）

2004年
- エバークエスト2
- パニッシャー

2005年
- エイジ オブ エンパイアIII（ザ・ウォーチーフ）
- Area 51（ジャック・マッキャン）
- クラッシュ・バンディクー がっちゃんこワールド（エヌ・ジン）
- コール オブ デューティ2（ランダル軍曹）
- コール オブ デューティ2 ビッグ レッド ワン
- ゴッド・オブ・ウォー（ハデス、ギリシャ兵, 漁師）

2006年
- アーマード・コア4（Sherring, VIP）
- Saints Row
- 24: The Game
- ファイナルファンタジーXII（ウォースラ・ヨーク・アズラス）
- ロスト プラネット エクストリーム コンディション（ジョー、ナレーター）

2007年
- アサシン クリード （デズモンド・マイルズ）
- アンチャーテッド エル・ドラドの秘宝（ネイサン・ドレイク）
- クラッシュ・バンディクー6（エヌ・ジン）
- スパイダーマン3
- パワーレンジャー・スーパーレジェンズ（レッドオーバードライブレンジャー、ゴルダー）
- Halo 3（海兵隊）
- Portal2（宇宙コア）

2008年
- クラッシュ・バンディクー7（エヌ・ジン）
- コール オブ デューティ ワールド・アット・ウォー（エドワード・リヒトーフェン博士）
- CSI:ニューヨーク（ビル・トラヴァース）
- Gears of War 2（アルファ7のジェイス・ストラットン、ガンマ3兵士、キングレイヴンのパイロット3）
- SOCOM U.S. Navy SEALs: Combined Assault（パイロット2）
- 007 慰めの報酬
- プリンス・オブ・ペルシャ（プリンス）
- Fable II（男性ヒーロー）
- メタルギアソリッド4 ガンス・オブ・ザ・パトリオット（敵兵士、MGO兵士）
- ロストオデッセイ（Dark Acolyte）

2009年
- アサシン クリード II （デズモンド・マイルズ）
- アルトネリコ2 世界に響く少女たちの創造詩（瞬）
- アンチャーテッド 黄金刀と消えた船団（ネイサン・ドレイク）
- ウルヴァリン:X-MEN ZERO
- ターミネーター・サルベーション
- トランスフォーマー: リベンジ（サイドスワイプ）
- Halo Wars（ジョン・フォージ軍曹）
- Halo 3: ODST （ロメオ）
- マッドワールド （横綱、ザ・マスターズ（父））
- レッドファクション:ゲリラ

2010年
- アーミーオブツー The 40th Day（エリオット）
- コール オブ デューティ ブラックオプス（エドワード・リヒトーフェン博士）

2011年
- アンチャーテッド 砂漠に眠るアトランティス（ネイサン・ドレイク）
- Syndicate
- Spider-Man: Edge of Time
- トランスフォーマー/ダークサイド・ムーン（レイノルズ少佐）
- MARVEL VS. CAPCOM 3 Fate of Two Worlds（デッドプール）

2012年
- アンチャーテッド 地図なき冒険の始まり（ネイサン・ドレイク）
- コール オブ デューティ ブラックオプス2（エドワード・リヒトーフェン博士）
- トランスフォーマー：ウォー・オブ・サイバトロン（ブロウル）
- ロリポップチェーンソー
- Spec Ops: The Line（マーティン・ウォーカー大尉）

2013年
- インジャスティス：神々の激突（ゾッド将軍）
- The Last of Us（デイビッド）
- Saints Row IV（主人公）※オプション
- Deadpool（デッドプール）

2014年
- シャドウ・オブ・モルドール（サウロンの黒の手）

2015年
- コール オブ デューティ ブラックオプス3（エドワード・リヒトーフェン博士）

2016年
- アンチャーテッド 海賊王と最後の秘宝（ネイサン・ドレイク）

2020年
- Marvel's Avengers（トニー・スターク / アイアンマン）

### 実写映画
2008年
- スパイダーウィックの謎（ゴブリンの声）

2013年
- I Know That Voice（本人出演）
- スター・トレック イントゥ・ダークネス（セクション31の人員（USSヴェンジェンスブリッジ士官））

2022年
- アンチャーテッド（ホテルの客）

### オリジナルビデオ
2008年
- ドクター・ドリトル4（オウムの声）

## ノミネート歴
- 2010年インタラクティブ・アチーブメント賞キャラクター・パフォーマンス賞 - 『アンチャーテッド 黄金刀と消えた船団』[3]
- 2012年BAFTAゲームアワード・パフォーマンス賞 - 『アンチャーテッド 砂漠に眠るアトランティス』[3]